# 38 папагала
38 папагала (на руски: 38 попугаев) е поредица от съветски детски куклени анимационни филми. Цикълът се състои от десет кратки анимационни филма за забавната връзка на четирима приятели – приказлива маймунка, срамежливо слонче, ексцентричен папагал и замислена боа. Името идва от първата серия, където дължината на боата е измерена в брой слонове, маймуни и папагали. В повечето сериали героите решават някакъв смешен парадокс, свързан с различни значения на понятия или игра на думи.
Сериалът е създаден от режисьора Иван Уфимцев и художника Леонид Шварцман по сценарий на детския писател Григорий Остер. Героите са озвучени от популярни актьори – Надя Румянцева (маймуната), Михайло Козаков (слонът), Васил Ливанов (боата) и Всеволод Ларионов (папагалът). В анимационните филми песните на Генадий Гладков се изпълняват по стиховете на Юрий Ентин.

## Списък на епизоди
- 38 папагала (1976). Приятели измерват ръста на боата.
- 38 папагали: бабата на боата (1977).
- 38 Папагали: Как се лекува боа?  (1977).
- 38 папагала: Къде отива слончето (1977).
- 38 папагала: И изведнъж ще се получи! (1978).
- 38 папагала: Здравей, маймунке (1978).
- 38 папагали: Утре ще бъде утре (1979).
- 38 папагала: Зарядка за опашка (1979).
- 38 папагала: Голямо закриване (1985).
- 38 папагали: Ненагледно пособие (1991).

## Интересни факти
- В сериала „Голямо закриване“ Маймуната не е озвучена от Надя Румянцева, а от Раиса Мухаметшина.
- Художничката Ирина Собинова-Касил, внучка на известна оперна певица и дъщеря на не по-малко известния писател Лев Касил, участва в създаването на карикатурата.

## Популярна култура
- Под влиянието на тази карикатура „папагали“ в ежедневния език иронично се наричат или някаква безразмерна величина, или произволна величина, когато се „измерва с нечий аршин“.